# Vandeléville
Vandeléville is een gemeente in het Franse departement Meurthe-et-Moselle (regio Grand Est) en telt 202 inwoners (1999). De plaats maakt deel uit van het arrondissement Toul.

## Geografie
De oppervlakte van Vandeléville bedraagt 9,9 km², de bevolkingsdichtheid is 20,4 inwoners per km².
De onderstaande kaart toont de ligging van Vandeléville met de belangrijkste infrastructuur en aangrenzende gemeenten.

## Demografie
Onderstaande figuur toont het verloop van het inwonertal (bron: INSEE-tellingen).